# 鄭海永
鄭 海永（チョン・ヘヨン、朝鮮語: 정해영、1915年9月19日 - 2005年11月11日）は、大韓民国の実業家、政治家。第3・5・6・7・8・9・10代韓国国会議員、第8代国会副議長。本貫は迎日鄭氏、号は海石（ヘソク、해석）。円仏教の信者。
弟の鄭一永は元外務部次官、元国会議員。息子の鄭在文も元国会議員。

## 経歴
日本統治時代の慶尚南道蔚山郡（現・蔚山広域市）に生まれた。釜山商業高等学校（現・開成高等学校）を卒業後に起業し、1943年に釜山大洋産業、1949年に大同練炭株式会社の社長を務め、19孔練炭を開発して「石炭王」（석탄왕）と称された。
1954年5月20日に実施された第3代総選挙に自由党の公認で立候補して当選し、民議員（現・国会議員）となった。1955年にソウル城北洞に東川学舎を建て、崔炯佑・金台鎬ら釜山・蔚山出身の経済難のソウル在学生の生活を支援した。
その後は国会議員を計7期務めたほか、1963年に民政党大統領および国会議員選挙事務長、1966年に新韓党政策委員会議長、1969年に新民党院内総務・政務委員、1971年に第8代国会副議長、1973年に新民党副総裁を務めた。国会議員引退後はカリフォルニア大学バークレー校アジア問題研究所を修了し、1982年に中国文化大学名誉哲学博士。他には韓英議会協会会長、アジア議員連盟会議韓国側議長、韓米議会安保会議代表、円仏教中央教会会議長、国土統一顧問、報恩思想研究院理事長を歴任した。
2000年に米国共産主義犠牲者記念財団 の「トルーマン・レーガン自由企業賞」を受賞した。2005年11月11日、90歳で死去した。